# Dithella philippinica
Espèce
Dithella philippinica est une espèce de pseudoscorpions de la famille des Tridenchthoniidae.

## Distribution
Cette espèce est endémique de Palawan aux Philippines. Elle se rencontre sur le mont Mantalingajan

## Étymologie
Son nom d'espèce lui a été donné en référence au lieu de sa découverte, les Philippines.

## Publication originale
- Beier, 1967 : Die Pseudoscorpione der Noona Dan Expedition nach den Philippinen und Bismarck Inseln. Entomologiske Meddelelser, vol. 35, p. 315-324.